# Shanghai Masters 2010
Lo Shanghai Masters 2010, anche conosciuto come Shanghai ATP Masters 1000 - Presented by Rolex per motivi di sponsorizzazione, è stato un torneo di tennis giocato sul cemento. È stata la 2ª edizione dello Shanghai Masters, che faceva parte della categoria ATP World Tour Masters 1000 nell'ambito dell'ATP World Tour 2010. Il torneo si è giocato al Qizhong Forest Sports City Arena di Shanghai, in Cina, dal 9 al 17 ottobre 2010.

## Partecipanti ATP

### Teste di serie
| Nazionalità | Giocatore          | Ranking | Testa di serie* |
| ----------- | ------------------ | ------- | --------------- |
| Spagna      | Rafael Nadal       | 1       | 1               |
| Serbia      | Novak Đoković      | 2       | 2               |
| Svizzera    | Roger Federer      | 3       | 3               |
| Regno Unito | Andy Murray        | 4       | 4               |
| Svezia      | Robin Söderling    | 5       | 5               |
| Russia      | Nikolaj Davydenko  | 6       | 6               |
| Rep. Ceca   | Tomáš Berdych      | 7       | 7               |
| Russia      | Michail Južnyj     | 8       | 8               |
| Spagna      | Fernando Verdasco  | 9       | 9               |
| Stati Uniti | Andy Roddick       | 10      | 10              |
| Spagna      | David Ferrer       | 11      | 11              |
| Francia     | Jo-Wilfried Tsonga | 12      | 12              |
| Austria     | Jürgen Melzer      | 13      | 13              |
| Croazia     | Marin Čilić        | 14      | 14              |
| Francia     | Gaël Monfils       | 15      | 15              |
| Spagna      | Nicolás Almagro    | 16      | 16              |

* Le teste di serie sono basate sul ranking al 4 ottobre 2010.

### Altri partecipanti
Ai seguenti giocatori è stata assegnata una wild card per il tabellone principale:
- Yang Tsung-hua
- Yan Bai
- Wu Di
- Zhang Ze

I seguenti giocatori sono passati dalle qualificazioni:

- Kevin Anderson
- Benjamin Becker
- Jérémy Chardy
- Marsel İlhan
- Łukasz Kubot
- Florent Serra
- Miša Zverev

## Campioni

### Singolare maschile
Andy Murray ha battuto in finale  Roger Federer per 6-3, 6-2. 

### Doppio maschile
Jürgen Melzer /  Leander Paes hanno battuto in finale  Mariusz Fyrstenberg /  Marcin Matkowski per 7-5, 4-6, [10-5]